# Forza Europa
A Forza Europa egy jobbközép liberál konzervatív, kereszténydemokrata, populista és euroszkeptikus politikai csoport volt az Európai Parlamentben 1994 és 1995 között. A képviselők többségét a Silvio Berlusconi által vezetett Forza Italia párt adta.  

## Története
Az olasz Forza Italia 27 képviselője, valamint a Kereszténydemokrata Centrum és a Centrum Szövetség hozta létre a saját képviselőcsoportját Forza Europa néven 1994. július 19-én. A csoport egyedülálló volt abban, hogy csak egyetlen országból származtak a képviselői. The group was generally sceptical of European integration. A csoport általában szkeptikus volt az európai integrációval kapcsolatban.
1994. december 15-én csatlakozott az Olasz Demokrata Szocialista Párt és a Föderalisták és Liberális Demokraták 1-1 képviselője. A csoport addig működött, amíg egyesült az Európai Demokrata Szövetséggel és 1995. július 6-án megalakították az Unió Európáért képviselőcsoportot.

## Tagok

### 4. Európai Parlament (1994–1995)
| Ország       | Párt                                 | Ideológia                             | Képviselők száma |
| ------------ | ------------------------------------ | ------------------------------------- | ---------------- |
| Olaszország  | Forza Italia                         | liberális konzervativizmus populizmus | 27 / 87          |
| Olaszország  | Olasz Demokrata Szocialista Párt     | konzervativizmus euroszkepticizmus    | 1 / 87           |
| Olaszország  | Föderalisták és Liberális Demokraták | liberalizmus keresazténydemokrácia    | 1 / 87           |
| Európai Unió | Összesen                             | Összesen                              | 29 / 567         |